# Adıyaman
Adıyaman este un oraș din Provincia Adıyaman, Turcia.